# BRエンジニアリング・BR1
BRエンジニアリング・BR1は、SMPレーシングとドラゴンスピードが使用し、BRエンジニアリングが製作した、スポーツプロトタイプのレーシングカーである。これは、FIA世界耐久選手権およびルマン24時間レースでのルマン・プロトタイプの2018年LMP1規定を満たすように設計された。BR1は、2018-19年のFIA世界耐久選手権の第1戦、スパ6時間レースでデビューした。

## 開発
SMPレーシングは、ダラーラ・P217で、2017年のヨーロピアンルマンシリーズのLMP2クラスに参戦していた。 2017年、ダラーラと共同でBRエンジニアリングとロシアの大学生とが新たなシャーシ、BR1を設計および製造した。ミハイル・アリョーシンは、アラゴンでの最初のテスト中に、マシントラブルにより腕に怪我を負った。バーレーンでの正式な発表に先立ち、マシンはキリル・レディギン、ヴィタリー・ペトロフ、ヴィクトル・シャイタール、セルゲイ・シロトキンによってもテストされた。

## レース戦績

### 2018-19年
2018-19年の世界耐久選手権のスーパーシーズンでは、3台のBR1が投入された。2台はSMPレーシングで、もう1台はドラゴンスピードだった。2チームの車は、エンジンの選択が異なっていた。SMPは、AER製のP60B 2.4リッターV6ターボエンジンを使用した。ギブソン製のGL458 4.5リッターV8自然吸気エンジンを使用したドラゴンスピードは、レベリオン・レーシングがR13で使用したものと同じエンジンだった。
スパ6時間でのデビュー戦は、ドラゴンスピードのドライバーであるピエトロ・フィッティパルディが、予選中の事故で両足を骨折した。車は電気系の問題を抱えていた為、オールージュを登っている時に車がコントロールを失い壁に衝突し、レースに参加できなかった。 SMPレーシングも＃17が技術的な問題を抱えていた。だが＃11は予選で5位だった。レースでは、＃17がオールージュの頂上で空中を飛ぶアクシデントが発生しリタイヤした。 ＃11は総合5位でフィニッシュした。
ル・マン24時間レースでは、ドラゴンスピードの＃10 BR1がポルシェカーブの出口でクラッシュし、レース残り約7時間40分で、リタイアした。＃17もポルシェカーブでアクシデントを起こし、リアに深刻なダメージを与えた。 マテヴォス・イサーキアンは再び走らせようとしたが、エンジンが修理不可能なほど損傷し、数メートル動かした後、再び車を止めた。＃11はレースの早い段階でメカニカルトラブルが発生し、再びレース復帰したが、315周でリタイヤとなった。
シルバーストンでは、＃11 SMPレーシングBR1でエンジントラブルが発生し、リタイアした。しかし2台のトヨタ・TS050ハイブリッドが失格となったため、＃17は2台のレベリオン・R13に次ぐ総合3位でフィニッシュした。ドラゴンスピードの＃10はメカニカルトラブルが起こり、総合25位、クラス4位だった。
富士スピードウェイでは、SMPの＃17 BR1が右前輪外れた後、メカニカルトラブルが発生し、リタイヤした。一方＃11は総合4位でフィニッシュした。ドラゴンスピードの＃10もメカニカルトラブルを起こし、リタイヤした。

## FIA 世界耐久選手権の戦績
| 年      | チーム           | クラス | No. | ドライバー                     | Rds.      | 1       | 2       | 3       | 4       | 5      | 6       | 7     | 8       | Pts. | Pos. |
| ------- | ---------------- | ------ | --- | ------------------------------ | --------- | ------- | ------- | ------- | ------- | ------ | ------- | ----- | ------- | ---- | ---- |
| 2018-19 | ドラゴンスピード | LMP1   | 10  | ベン・ハンリー                 | 1-6,8     | SPA DNS | LMS Ret | SIL 4   | FUJ Ret | SHA 6  | SEB Ret | SPA   | LMS Ret | 8.5  | 5位  |
| 2018-19 | ドラゴンスピード | LMP1   | 10  | ヘンリク・ヘドマン             | 1-3,6,8   | SPA DNS | LMS Ret | SIL 4   | FUJ Ret | SHA 6  | SEB Ret | SPA   | LMS Ret | 8.5  | 5位  |
| 2018-19 | ドラゴンスピード | LMP1   | 10  | ピエトロ・フィッティパルディ   | 1         | SPA DNS | LMS Ret | SIL 4   | FUJ Ret | SHA 6  | SEB Ret | SPA   | LMS Ret | 8.5  | 5位  |
| 2018-19 | ドラゴンスピード | LMP1   | 10  | レンガー・ヴァン・デル・ザンデ | 2-3,5-6,8 | SPA DNS | LMS Ret | SIL 4   | FUJ Ret | SHA 6  | SEB Ret | SPA   | LMS Ret | 8.5  | 5位  |
| 2018-19 | ドラゴンスピード | LMP1   | 10  | ジェームス・アレン             | 4-5       | SPA DNS | LMS Ret | SIL 4   | FUJ Ret | SHA 6  | SEB Ret | SPA   | LMS Ret | 8.5  | 5位  |
| 2018-19 | SMPレーシング    | LMP1   | 11  | ミハイル・アリョーシン         | All       | SPA 5   | LMS Ret | SIL Ret | FUJ 4   | SHA 3  | SEB 3   | SPA 3 | LMS 3   | 109  | 3位  |
| 2018-19 | SMPレーシング    | LMP1   | 11  | ヴィタリー・ペトロフ           | All       | SPA 5   | LMS Ret | SIL Ret | FUJ 4   | SHA 3  | SEB 3   | SPA 3 | LMS 3   | 109  | 3位  |
| 2018-19 | SMPレーシング    | LMP1   | 11  | ジェンソン・バトン             | 2-5       | SPA 5   | LMS Ret | SIL Ret | FUJ 4   | SHA 3  | SEB 3   | SPA 3 | LMS 3   | 109  | 3位  |
| 2018-19 | SMPレーシング    | LMP1   | 11  | ブレンドン・ハートレイ         | 6         | SPA 5   | LMS Ret | SIL Ret | FUJ 4   | SHA 3  | SEB 3   | SPA 3 | LMS 3   | 109  | 3位  |
| 2018-19 | SMPレーシング    | LMP1   | 11  | ストフェル・バンドーン         | 7-8       | SPA 5   | LMS Ret | SIL Ret | FUJ 4   | SHA 3  | SEB 3   | SPA 3 | LMS 3   | 109  | 3位  |
| 2018-19 | SMPレーシング    | LMP1   | 17  | ステファン・サラザン           | All       | SPA Ret | LMS Ret | SIL 3   | FUJ Ret | SHA NC | SEB NC  | SPA 4 | LMS Ret | 109  | 3位  |
| 2018-19 | SMPレーシング    | LMP1   | 17  | イゴール・オルトツェフ         | All       | SPA Ret | LMS Ret | SIL 3   | FUJ Ret | SHA NC | SEB NC  | SPA 4 | LMS Ret | 109  | 3位  |
| 2018-19 | SMPレーシング    | LMP1   | 17  | マテヴォス・イサーキャン       | 1-2,4-5   | SPA Ret | LMS Ret | SIL 3   | FUJ Ret | SHA NC | SEB NC  | SPA 4 | LMS Ret | 109  | 3位  |
| 2018-19 | SMPレーシング    | LMP1   | 17  | セルゲイ・シロトキン           | 6-8       | SPA Ret | LMS Ret | SIL 3   | FUJ Ret | SHA NC | SEB NC  | SPA 4 | LMS Ret | 109  | 3位  |

- 太字はポールポジション、斜字はファステストラップ。(key)